# Hōnen
Hōnen (法然; Inaoka, 7 aprile 1133 – 25 gennaio 1212) è stato un monaco buddista giapponese, fondatore della scuola buddista giapponese Jōdo Shu, appartenente al ramo del buddismo della Terra Pura.
Hōnen nacque nel villaggio d'Inaoka nel comune (distretto amministrativo) di Kume nella provincia di Mimasaka, oggi prefettura di Okayama, situato approssimativamente seicento chilometri a ovest di Kyoto. Sul suo luogo di nascita adesso sorge il tempio Tanjyo-ji.
Suo padre, Uruma no Tokikuni, proveniva da una delle famiglie principali della provincia ed era un funzionario locale con compiti di mantenimento dell'ordine pubblico. La madre di Honen proveniva da una famiglia Hada, i cui antenati erano originari della Cina e la cui attività era il commercio dei prodotti di seta. La famiglia Hada era benestante e, di conseguenza, anche una delle famiglie più potenti nella provincia.
Tokikuni e sua moglie non riuscirono ad avere figli per lungo tempo e nella disperazione pregarono il Buddha Śākyamuni per avere un bambino. Secondo la tradizione, una notte la moglie di Tokikuni fece uno strano sogno nel quale ingoiava la lama di un rasoio. Tokikuni ne fu lieto, perché ritenne questo sogno una premonizione per la nascita di un figlio.
Il 7 aprile 1133, sua moglie partorì un bambino, e tra i rami dell'albero di Muku (Altea) che si trovava di fronte all'angolo occidentale della casa di Tokikuni, apparvero due stendardi bianchi. Alcune nubi purpuree punteggiarono il cielo azzurro. Tutti questi prodigi sembravano essere i segni della benedizione scesa sulla famiglia di Tokikuni.

Il figlio fu chiamato Seishi-maru, e fu un ragazzo coraggioso ed intelligente. Il nome “Seishi” proveniva dal bodhisattva Mahāsthāmaprāpta (大勢至菩薩, Daiseishi-bosatsu), uno dei bodhisattva che accompagnano il Buddha Amida simbolo della saggezza.
Nel 1141 suo padre fu ferito mortalmente da Akashi no Sada-akira, un funzionario locale inviato dall'imperatore Horikawa (堀河天皇, regno: 1087-1107) per governare sulla provincia. Sul punto di morte, Tokikuni disse a suo figlio: «Non odiare il nemico, piuttosto diventa un monaco e prega per me e per la tua liberazione». Questa tragedia provocò un forte sentimento religioso in Seishi-maru.
Seishi-maru fu quindi mandato al tempio di suo zio Kangaku, fratello più giovane di sua madre e abate nel tempio buddista, di scuola Tendai, Bodai-ji, situato a circa centodieci chilometri a nord della città natale di Seishi-maru. Proprio in quel tempio Seishi-maru avviò gli studi di Buddismo. Kangaku, impartendo le prime dottrine buddiste a Seishi-maru, comprese che il novizio possedeva grandi capacità, quindi decise, nel 1145, di inviarlo al monastero Enryaku-ji, sede centrale della scuola Tendai sul Monte Hiei, centro degli studi buddisti di quell'epoca.
All'Enryaku-ji Seishi-maru studiò prima con Jiho-bo Genko e, due anni dopo, con Koen nel tempio del complesso monastico Enryaku-ji, il Kudoku-in dove fu ordinato monaco.
Seishi-maru, però, non si accontentò di questa situazione, e nel 1150, all'età di diciotto anni, partì ed andò a studiare con Jigem-bo Eiku nella valle di Kurodani, nella stessa area. In quel luogo, Seishi-maru fu chiamato Honen-bo Genku da Eiku e cominciò sinceramente a cercare il metodo della salvezza religiosa.
L'interesse principale di Honen non era quello di conseguire un'elevata condizione sociale, come desideravano molti sacerdoti in quel periodo. Secondo le biografie di Honen, ad ogni modo, raggiunse un'alta reputazione come monaco di grande erudizione nel monte Hiei. Eppure questo non era ciò egli stava cercando. Ciò che voleva era trovare la via della salvezza universale, attraverso la quale tutte le persone avrebbero potuto raggiungere la liberazione ultima nella Terra Pura.
Nel 1156, all'età di ventiquattro anni Honen andò a Nara, l'antica capitale del Giappone, per imparare di più sul buddismo e per trovare il metodo per la salvezza universale. Durante il tragitto, egli visitò la sala Shaka-do del tempio Seiryo-ji a Saga, nella periferia occidentale di Kyoto, per pregare per il successo nel trovare questa via. Nella sala Shaka-do era racchiusa una statua del Buddha Shakamuni. Essa era stata portata da Chonen, un sacerdote del tempio Todai-ji a Nara, dalla Cina nel 987 ed era adorata da tutti in quanto immagine sacra. A Nara egli visitò i grandi templi, come il Kofuku-ji e il Todai-ji, e famosi sacerdoti eruditi, quali Kanga della scuola di Sanron (San-lun), Zoshun della scuola Hosso (Fa-hsiang), e Keiga della scuola Kegon (Hua-yen).

Honen descrisse la sua vita di ricerca dalla “via” con le seguenti parole: «Nella sua essenza, il buddismo include l'osservazione di precetti  (Sila, Jikai), la realizzazione della concentrazione (Samadhi, Sanmai) e il conseguimento della saggezza (Prajna, Cie, Hannya). Io, però, non riesco a portare a termine questo triplice requisito. Non c'è un altro modo con il quale posso essere liberato? Ho visitato molti templi e sacerdoti, ma nessuno mi ha dato una risposta soddisfacente. Così sono ritornato nuovamente alla biblioteca di Kurodani, per studiare più duramente che mai, per trovare la via della salvezza».
Egli lesse tutte le sacre scritture buddiste (Tripitaka, Sanzo) tre volte e il Commentario della Meditazione Sutra (Kanmuryoju-kyo-syo) di Shan-tao (Zendo) cinque volte. Fu il testo di Shan-tao che gli rivelò finalmente la via della salvezza universale. Questo metodo è precisamente la pratica del nembutsu. Egli ebbe tale rivelazione all'età di quarantatré anni.
Il nembutsu era già praticato prima di Honen al monte Hiei ed a Nara, ma aveva avuto solo un significato secondario come disciplina religiosa. Nessuno considerò il nembutsu in quanto pratica indipendente, interpretandolo, invece, soltanto come una delle molte discipline esistenti. Fu Honen che considerò il nembutsu come un'assoluta pratica indipendente.
Dopo aver realizzato la verità del nembutsu, Honen lasciò il monte Hiei per recarsi a Kyoto e qui cominciò a diffondere l'insegnamento del nembutsu. Nella primavera del 1175, egli fondò Jodo Shu, ossia la scuola della Terra Pura, in Giappone. Il centro del suo insegnamento fu a Yoshimizu, dove si trova adesso il Cion-in, il tempio principale del Jodo Shu.
L'insegnamento di Honen attirò molte persone. Coloro che si recavano al centro di Honen per ascoltare i suoi insegnamenti non furono solo sacerdoti e nobili, ma per anche guerrieri, un ex-ladro, pescatori e addirittura prostitute.
Fra i sacerdoti attirati dall'insegnamento di Honen, i più importanti sono Shoku, Shoko e Shinran, perché successivamente essi svilupparono le scuole del buddismo della Terra Pura in Giappone. Shoku (1177-1247) divenne il discepolo di Honen nel 1190, all'età di quattordici anni, quando Honen ne aveva cinquantotto. Studiò il buddismo della Terra Pura, sotto la guida di Honen per ventitré anni e fu rispettato come il fondatore del Seizan, un ramo del Jodo Shu. Shoko (1162-1238) si recò a studiare da Honen nel 1197, all'età di trentasei anni. Dopo aver imparato con successo l'insegnamento di Honen, andò nel Kyushu e diffuse il dharma del nembutsu. Egli è considerato il secondo patriarca del Jodo Shu, mentre Honen il primo. Shinran (1173-1262) diventò un discepolo di Honen nel 1201 all'età di ventinove anni. Egli è ritenuto il fondatore del Jodoshin-shu, la scuola della Vera Terra Pura.
L'associazione della famiglia imperiale giapponese con Honen avvenne quando a quest'ultimo fu richiesto di condurre la cerimonia per prendere i precetti buddisti da parte di tre imperatori: Go-Shirakawa, Takakura e Go-Toba. Tra i nobili che furono attratti dall'insegnamento di Honen, ci fu Kujo Kanezane, personaggio molto noto ed importante, deteneva varie posizioni nel governo aristocratico del periodo di Honen e divenne il primo ministro nel 1189. Kanezane ebbe la possibilità di partecipare alla cerimonia della presa dei precetti effettuata da Honen circa cinque volte. Egli si adoperò anche per far cambiare il luogo dell'esilio di Honen, per renderlo più lieve, da Tosa alla provincia di Sanuki. Fu, inoltre, Kanezane che chiese a Honen di scrivere un libro sul nembutsu, ciò che divenne il Senciaku Hongan Nembutsu-shu (Il Brano sulla Selezione del Nembutsu nel Voto Originale), testo basilare del pensiero del nembutsu di Honen.
L'episodio di Kumagai Naozane illustra il tipo di guerriero influenzato da Honen. Egli fu un guerriero coraggioso, che uccise molte persone. La sua grande paura era di andare all'inferno, dopo la morte. Ma, quando sentì il sermone di Honen, secondo il quale anche un uomo peccaminoso può raggiungere la salvezza attraverso l'insegnamento del nembutsu, si commosse e divenne il discepolo di Honen. Masako, la moglie del guerriero Minamoto no Yoritomo, fondatore del governo di Kamakura, fu anch'ella una seguace di Honen.
Fra i seguaci laici di Honen, c'era un indovino (Onmyo-ji) chiamato Awanosuke. Si dice che egli fosse uno stupido ma devoto fedele al nembutsu ed è considerato l'inventore del doppio juzu di trefolo (rosario), al posto di quello singolo che è popolare tra i seguaci del Jodo Shu. Un giorno, Honen chiese a Shoko: «Quale pratica del nembutsu è migliore, quella di Awanosuke o di Honen?» Shoko rispose: «Ovviamente, la pratica del nembutsu di Honen è migliore di quella di Awanosuke». Sentendo ciò, Honen lo rimproverò, dicendogli: «Da quanto tempo stai studiando il significato del nembutsu? Non c'è la minima differenza tra i due, perché entrambi presentano la stessa intenzione di volere raggiungere Nascita nella Terra Pura del Buddha». Questa storia indica eloquentemente che il valore del nembutsu giace oltre la comprensione intellettuale.
Poiché l'insegnamento del nembutsu si diffuse in tutto il paese, le comunità dei templi precedentemente esistenti, come l'Enryaku-ji nel monte Hiei e il Kofuku-ji a Nara, tentarono di fermare il nembutsu. Nell'inverno del 1204, i sacerdoti del monte Hiei si riunirono di fronte alla sala principale e si appellarono allo Zasu (l'abate principale), Shinsho, per abolire il nembutsu. Honen rispose loro componendo un documento chiamato Shichikajo Kishomon (Pegno di Sette Articoli). I punti principali menzionati in questo documento erano: non parlar male delle altre sette, dei loro insegnamenti e seguaci; non comportarsi impropriamente e non insegnare precetti sbagliati, di cui i maestri (Buddha Shakyamuni e Honen) non hanno parlato. Questo documento fu firmato da 190 discepoli per confermare la loro adesione al pegno. Per effetto di questo documento, l'attacco dal monte Hiei si placò temporaneamente.
Tuttavia i sacerdoti del Kofuku-ji non furono soddisfatto. Gedatsu-bo Jokei di Kasagi scrisse la Petizione di Kofuku-ji, che includeva "nove errori del Buddismo della Terra Pura di Honen". Nell'ottobre del 1205, i sacerdoti del Kofuku-ji a Nara spedirono il documento alla corte imperiale e fecero un appello per fermare l'insegnamento del nembutsu e per punire Honen ed i suoi discepoli. Dopo di ciò, un Ordine Imperiale dichiarò la presenza di seguaci di Honen che avevano frainteso l'insegnamento del maestro e che si comportavano impropriamente. Di conseguenza, essi sarebbero dovuti essere puniti, ma poiché erano stati loro stessi ad infrangere il vero insegnamento di Honen, quest'ultimo, invece, non si sarebbe dovuto punire.
I sacerdoti di Kofuku-ji non furono soddisfatti di ciò. Essi fecero ancora appello per perseguitare quei discepoli di Honen, che furono riconosciuti per avere un forte attaccamento al solo nembutsu e di abusare delle altre sette. Così il discepolo principale di Honen, Kosai, fu cacciato dal centro di Honen, poiché insegnò che era sufficiente invocare solo una volta il nembutsu per realizzare la salvezza (Ichinen-gi). Anche il suo discepolo Gyoku fu cacciato via, perché propagò la condotta del rompere i precetti buddisti e non rispettò i voti degli altri buddha. Gli attacchi dal Kofuku-ji furono frequenti dopo di questi avvenimenti.
L'attacco più forte contro Honen avvenne il 18 febbraio 1207, quando Honen aveva 75 anni. Fu causato di un incidente avvenuto nel dodicesimo mese del 1206, quando l'ex-imperatore Go-Toba fece un pellegrinaggio al santuario di Kumano. In assenza di Go-Toba, due delle dame che avrebbero dovuto aspettarlo al suo ritorno, senza che lui lo sapesse, parteciparono ad una cerimonia del nembutsu, condotta dai discepoli di Honen, Juren ed Anraku, e decisero di diventare monache. Come risultato dell'ira di Go-Toba, Juren ed Anraku furono condannati a morte e Honen fu esiliato a Tosa, sull'isola di Shikoku.
Honen non esitò ad accettare l'esilio. Egli, in realtà, l'apprezzò e disse: «Per me questo esilio è un'espressione della cortesia imperiale, perché finora io non ho potuto portare l'insegnamento del nembutsu alle persone che non hanno avuto mai l'opportunità di incontrarmi e di ascoltarmi direttamente». Uno dei suoi discepoli, Sai-Amidabutsu, suggerì a Honen di non praticare il nembutsu per qualche tempo, allo scopo di distogliere i vecchi templi dall'attaccarlo. Honen, tuttavia, rispose: «Praticherò il nembutsu, anche se loro mi dovessero mettere a morte».
Honen lasciò Kyoto il 16 marzo 1207 per recarsi a Shikoku. Lungo il percorso, insegnò il nembutsu alla gente, in luoghi come l'isola di Kyo, la baia di Takasago a Harima, il porto di Muro e l'isola di Shikoku. I suoi ascoltatori includevano pescatori, prostitute, guerrieri e paesani. Finalmente Honen arrivò nella provincia di Sanuki nello Shikoku, il luogo dell'esilio. In principio, Honen fu condannato all'esilio nella provincia di Tosa, ma in seguito, prima ancora di esserci arrivato, l'ex-primo Kanezane riuscì a mutare il luogo di confino con Sanuki, dato il clima più mite
L'8 dicembre 1207, fu pubblicato un Ordine Imperiale per il quale Honen fu liberato dall'esilio sull'isola di Shikoku. Non avendo, però, ancora ricevuto il permesso di ritornare a Kyoto, egli si fermò al tempio Katsuo-ji, vicino ad Osaka, per alcuni mesi. Era il 20 novembre 1211, quando ad Honen finalmente fu concesso di ritornare a Kyoto. Il 23 gennaio 1212, egli scrisse Il Documento di Un Foglio (Ichimai-Kishomon) alla richiesta di Genci, il suo discepolo più vicino, di mettere per iscritto il suo insegnamento. Nel documento, Honen affermò l'essenza della sua fede, spiegando ai seguaci che il nembutsu è l'ultimo metodo della salvezza universale e che quindi è necessario praticarlo facendo tutti gli sforzi possibili, senza stancarsi mai a causa della propria conoscenza limitata. Egli morì dopo due giorni, il 25 gennaio 1212, all'età di ottant'anni.